# Kadish Luz
Kadish Luz (en hébreu : קדיש לוז), né Kadich Louzinski le 10 janvier 1895 à Bobrouïsk (Empire russe) et mort le 4 décembre 1972 à Degania Bet, est un homme d'État israélien.

## Biographie
Nommé ministre de l'Agriculture en 1955, il est élu, quatre ans plus tard, à la présidence de la Knesset, le Parlement monocaméral d'Israël. C'est à ce titre qu'il devient effectivement président de l'État d'Israël par intérim après la mort, le 24 avril 1963 du président en exercice, Yitzhak Ben-Zvi. Son intérim prend fin le 23 mai suivant, avec l'élection comme chef de l'État de Zalman Shazar.